# Lem w PRL-u
Lem w PRL-u czyli nieco prawdy w zwiększonej objętości – wybór listów Stanisława Lema z lat 1951–1990 dokonany przez Wojciecha Orlińskiego i opatrzony przez Orlińskiego komentarzami, wydany nakładem Wydawnictwa Literackiego w 2021, z okazji setnej rocznicy urodzin Lema.
Korespondencja została podzielona na cztery części:
- listy dot. ekranizacji utworów;
- życie literackie;
- motoryzacja (w tym kolejne samochody Lema);
- i inne aspekty życia w PRL, jak choćby skargi i zażalenia Lema na funkcjonowanie urzędów.

Orliński zauważył, że ponieważ Lem aż do roku 1996 nie miał sekretarza i większość spraw załatwiał samodzielnie, panująca w PRL biurokracja sprawiała, że miał mało czasu na twórczość.
Podobnymi pozycjami są Listy albo opór materii – zbiór listów pisanych przez Lema do różnych instytucji, Listy Lema i Sławomira Mrożka, Sława i Fortuna – zbiór listów do Michaela Kandla oraz Boli tylko, gdy się śmieję…, wybór korespondencji pomiędzy Ewą Lipską a Lemem.